# Belejringen af Petersburg
Richmond-Petersburg Kampagnen var en række slag, som blev udkæmpet omkring byen Petersburg i Virginia i perioden mellem 15. juni 1864 og 25. marts 1865 under den amerikanske borgerkrig. Selv om disse slag er bedre kendt under betegnelsen Belejringen af Petersburg, var der ikke tale om en traditionel belejring, hvor en by er omringet på alle sider, og forsyningslinjerne er afskåret. Der var tale om 9 måneders skyttegravskrig for unionsstyrker under kommando af generalløjtnant Ulysses S. Grant uden held angreb Petersburg og derefter byggede skyttegravslinjer, som strakte sig 50 km rundt om den østlige og sydlige udkant af byen. Petersburg var af afgørende betydning for forsyningen af general Robert E. Lees hær og Sydstaternes hovedstad Richmond.
Lee gav til sidst efter for det overvældende pres – det punkt, hvor forsyningslinjerne blev endeligt overskåret og en rigtig belejring ville være begyndt – og opgav begge byer i april 1865, hvilket førte til hans retræte og overgivelse ved Appomattox Courthouse. Belejringen af Petersburg gav en forsmag på den skyttegravskrig, som ville blive almindelig i 1. verdenskrig og har derfor givet den en fremtrædende plads i krigshistorien. Den omfattede også det største antal sorte tropper i krigen, og de led store tab i slaget ved Krateret og Slaget ved Chaffin's Farm.

## Baggrund
Petersburg, som var en velstående by på 18.000 indbyggere, var et forsyningscenter for Konføderationens hovedstad Richmond på grund af dens strategiske placering lige syd for byen ved Appomattox-floden, som gav adgang til at sejle på James River, foruden dens rolle som et vigtigt jernbaneknudepunkt hvor fem jernbaner mødtes. Hvis Unionen erobrede Petersburg, ville det være umuligt for Robert E. Lee at fortsætte forsvaret af Richmond.
Slaget om byen begyndte kort efter Unionens nederlag i slaget ved Cold Harbor. Grant besluttede at erobre Richmond gennem Petersburg og begyndte at placere Unionens hær derefter den 15. juni, hvor han slap væk fra Lee og krydsede James River. Dette var udtryk for en ændret strategi i forhold til den forudgående Overland kampagne, hvor det primære mål havde været at lokke Lee ud i åbent terræn og besejre ham der. Nu valgte Grant et geografisk og politisk mål, og han vidste, at han med sine overlegne styrker kunne belejre Lee dér, fastholde ham, og enten sulte ham til overgivelse eller lokke ham ud til et afgørende slag. Lee troede først, at Richmond var Grants hovedmål og afgav kun nogle tropper under general P.G.T. Beauregard til at forsvare byen Petersburg.

## De modstående styrker
I begyndelsen af kampagnen bestod Grants unionsstyrker af Army of the Potomac under generalmajor George G. Meade og Army of the James under generalmajor Benjamin Butler. Army of the Potomac omfattede:
- II Korps under generalmajor Winfield S. Hancock, som bestod af divisionerne under generalmajorerne David B. Birney og John Gibbon samt brigadegeneral Francis C. Barlow.
- V Korps under generalmajor Gouverneur K. Warren, som bestod af divisionerne under brigadegeneralerne Charles Griffin, Romeyn B. Ayres, Samuel W. Crawford og Lysander Cutler.
- VI Korps under generalmajor Horatio G. Wright, som bestod af divisionerne under brigadegeneralerne David A. Russell, Thomas H. Neill og James B. Ricketts.
- IX Korps under generalmajor Ambrose Burnside, som bestod af divisionerne under brigadegeneralerne James H. Ledlie, Robert B. Potter, Orlando B. Willcox og Edward Ferrero (den sidste division bestod af sorte tropper).
- Kavalerikorpset under generalmajor Philip Sheridan, som bestod af divisionerne under brigadegeneralerne Alfred T.A. Torbert, David McM. Gregg og James H. Wilson.

Army of the James omfattede:
- X Korps under brigadegeneral Alfred H. Terry, som omfattede divisionerne under brigadegeneralerne Robert S. Foster og Adelbert Ames.
- XVIII Korps under generalmajor William F. “Baldy” Smith, som omfattede divisionerne under brigadegeneralerne William T. H. Brooks, John H. Martindale og Edward W. Hinks (den sidste var også en division med sorte tropper).
- Kavaleridivisionen under brigadegeneral August Kautz.

Grant opslog sit hovedkvarter i en hytte på plænen foran Appomattox Manor, der var hjem for dr. Richard Eppes og det ældste hjem (bygget i 1763) i det, der dengang var City Point, men som nu er Hopewell, Virginia.
Lees sydstatshær bestod af hans egen Army of Northern Virginia foruden en spredt og uorganiseret styrke på 10.000 drenge og mænd, som forsvarede Richmond under general P.G.T. Beauregard. Army of Northern Virginia var opdelt i fem korps:
- Første korps under generalløjtnant Richard H. Anderson, som omfattede divisionerne under generalmajorerne George E. Pickett, Charles W. Field og Joseph B. Kershaw.
- Andet Korps under generalløjtnant Jubal A. Early var den 12. juni blevet sendt på operationer i Shenandoah dalen og spillede ingen direkte rolle i forsvaret af Petersburg.
- Tredje Korps under generalløjtnant A.P. Hill, som omfattede divisionerne under generalmajorerne Henry Heth og Cadmus M. Wilcox samt brigadegeneral William Mahone.
- Kavalerikorps under generalmajor Wade Hampton, som omfattede divisionerne under generalmajorerne Fitzhugh Lee og W.H.F. "Rooney" Lee.

Beauregards militærområde, som omfattede North Carolina og det sydlige Virginia, bestod af fire nedslidte divisioner under kommando af generalmajorerne Robert Ransom, Jr., Robert F. Hoke og William H. C. Whiting samt brigadegeneral Alfred H. Colquitt. (Senere i kampagnen blev Beauregards områder udvidet og reorganiseret, så de også rummede divisionerne under generalmajorerne Hoke and Bushrod Johnson.)
Grants hære var betydeligt større end Lees under kampagnen, selv om styrkerne varierede. Under de første angreb på byen stod 15.000 unionstropper overfor 5.400 mænd under Beauregard. Den 18. juni var unionshærens styrke på over 67.000 mod sydstatshærens 20.000. Mere typisk for kampagnen var tallet var midt i juli, hvor 70.000 unionstropper stod overfor 36.000 fra Sydstaterne omkring Petersburg og 40.000 unionstropper under Butler stod overfor 21.000 omkring Richmond.
Trods det, at unionshæren havde lidt store tab under Overland kampagnen, var den i stand til at opsupplere med soldater og udstyr. En del garnisonssoldater fra Washington D.C. blev overført til infanteriet, og stadig flere sorte soldater blev til rådighed. Ved slutningen af kampagnen havde Grant 125.000 soldater, som kunne indlede Appomattox-kampagnen.
Sydstatshæren havde omvendt svært ved at erstatte de folk, som blev mistet i kamp, ved sygdom og desertering.

## Slag i 1864
Første slag ved Petersburg (9. juni 1864)
Den 9. juni afsendte generalmajor Benjamin Butler ca. 4.500 tropper kavaleri og infanteri mod de 2.500 forsvarere af Petersburg. Mens Butlers infanteri gennemførte et skinangreb på den ydre ring af befæstninger øst for Petersburg, forsøgte Kautzs kavaleri at trænge ind i byen sydfra via Jerusalem Plank Road, men blev slået tilbage af Home Guards. Derefter trak Butler sig tilbage. Dette blev kaldt “slaget med gamle mænd og små drenge” af de lokale beboere. Fra den 14. juni til 17. juni overskred Army of the Potomac James River og begyndte at bevæge sig mod Petersburg for at støtte og forny Butlers angreb.
Andet slag ved Petersburg (15. juni – 18. juni)
Meades Army of the Potomac krydsede James River på transportskibe og en 670 meter lang pontonbro ved Windmill Point. Da Beaureard havde mistanke om, at et angreb var forestående, trak han Bushrod Johnson tilbage fra Bermuda Hundred, og Hokes tropper begyndte at ankomme fra Lees hær, hvilket bragte forsvarerne på på 5.400. Butlers forreste elementer (Smiths XVIII Korps, Hinks' infanteridivision og Kautzs kavaleri) krydsede Appomattoxfloden ved Broadway Landing og angreb forsvarsværkerne ved Petersburg den 15. juni. Beauregards mænd blev drevet tilbage fra deres forreste skyttegrave ("Dimmock Line") til Harrison Creek. Efter mørkets frembrud blev XVIII Korps afløst af II Korps. Den 16. juni erobrede II Korps en anden del af sydstatshærens linje. Den 17. juni tog IX Korps mere terræn. Beauregard udtyndede linjen ved Bermuda Hundred for at forsvare byen, og Lee fremskyndede forstærkninger til Petersburg fra Army of Northern Virginia. II, XI, og V Korps angreb den 18. juni, men blev kastet tilbage med store tab. Unionshærens ledere var ikke meget for at fortsætte angrebene, da Beauregard havde igangsat en række omhyggelige udfald, som skulle få unionshæren til at tro, at han havde flere tropper og kanoner, end han havde, bl.a. ved at tænde flere lejrbål og bygge attrapkanoner af tømmer (kaldet kvæker-kanoner). På nuværende tidspunkt var Sydstaternes fæstningsværker velbemandede, og den største mulighed for at erobre Petersburg uden en belejring var tabt. Med Unionens fejltrin i de første dage af slaget var scenen sat for en langvarig belejring.
Slaget ved Jerusalem Plank Road (21. juni – 24. juni)
Den 21. juni forsøgte Unionens II Korps med støtte fra VI Korps at afskære Weldon jernbanen syd for Petersburg, der var en af de store forsyningsveje ind i byen. Det indledtes af Wilsons kavaleridivision, som begyndte at ødelægge sporene. Den 22. juni gennemførte tropper fra A.P. Hills korps under ledelse af brigadegeneral William Mahone et modangreb, som tvang II Korps tilbage fra jernbanen til stillinger på Jerusalem Plank Road. Selv om unionstropperne blev drevet væk fra deres fremskudte positioner, kunne de forlænge deres belejringslinje længere mod vest.
Slaget ved Staunton River Bridge (25. juni)
Den 22. juni blev kavaleridivisionerne under Wilson og Kautz sendt af sted fra Petersburg for at forstyrre Sydstaternes jernbanedrift. De red via Dinwiddie Court House og afskar South Side Railroad nær Fords Station den aften, ødelagde spor og bygninger foruden to forsyningstog. Den 23. juni fortsatte Wilson til krydsningen med Richmond & Danville Railroad ved Burke Station, hvor han stødte på elementer af Rooney Lees kavaleri mellem Nottoway Court House og Blacks and Whites (vore dages Blackstone, Virginia). Wilson fulgte Kautz langs South Side Railroad og ødelagde omkring 50 km spor undervejs. Den 24. juni mens Kauts fortsatte med mindre træfninger omkring Burkeville, krydsede Wilson over til Meherrin Station på Richmond & Danville og begyndte at ødelægge sporet. Den 25. juni fortsatte Wilson og Kautz med at fjerne spor syd for Staunton River Bridge, hvor de blev forsinket af hjemmeværnet, som forhindrede, at broen blev ødelagt. Lees kavaleridivision nærmede sig fra nordvest og tvang dem til at opgive deres forsøg på at erobre og ødelægge broen. På dette tidspunkt var de næsten 160 km fra Unionens linjer.
Slaget ved Sappony Church (28. juni)
Rooney Lees kavaleridivision forfulgte Wilson's og Kautz' raidere, som ikke havde fået ødelagt Staunton River Bridge den 25. juni. Wilson og Kautz tog østpå og den 28. juni krydsede de Nottoway floden ved Double Bridges og fortsatte nordpå til Stony Creek Depot på Weldon-jernbanen. Her blev de angrebet af Wade Hamptons kavaleridivision. Senere på dagen ankom Rooney Lees division og slog sig sammen med Hampton, så unionstropperne kom under heftigt pres. I løbet af natten trak Wilson og Kautz sig tilbage og hastede nordpå ad Halifax Road til den forventede sikkerhed i Reams Station, og opgav mange flygtende slaver som havde søgt sikkerhed ved unionstropperne.
Første slag ved Ream's Station (29. juni)
Tidligt om morgenen den 29. juni ankom Kautzs kavaleridivison til Reams Station på Weldon jernbanen, som antoges at være i hænderne på Unionens infanteri. I stedet fandt Kautz vejen blokeret af Mahones infanteridivision fra Sydstaterne. Wilsons division, som kæmpede mod elementer af Rooney Lees kavaleri, sluttede sig til Kautz nær Reams Station, hvor de var så godt som omringet. Omkring middag angreb Mahones infanteridivison deres front, mens Fitzhugh Lees kavaleridivison truede Unionens flanke. Raiderne brændte deres vogne og ødelagde deres artilleri. Adskilt gennem sydstatstroppernes angreb huggede Wilson og hans mænd vej igennem og flygtede sydpå ad Stage Road for at krydse Nottoway floden, mens Kautz fortsatte over land og nåede unionslinierne ved Petersburg, da natten var ved at falde på. Wilson fortsatte øst på til Blackwater floden, inden han drejede mod nord og nåede omsider Unionens linjer ved Light House Point den 2. juli. Wilson-Kautz raidet ødelagde mere end 100 km jernbane og afbrød midlertidig jernbanetrafikken ind i Petersburg, men til en høj pris i mænd og heste.
Første slag ved Deep Bottom (27. juli – 29. juli)
I natten mellem den 26. juli og 27. juli førte Winfield S. Hancock Unionens II Korps og to divisioner af Sheridans kavaleri over på nordsiden af James River for at true Richmond. Denne demonstration afledte sydstatsstyrker fra det umiddelbart forestående angreb på Petersburg den 30. juli (Slaget ved Krateret). Forsøg på at oprulle sydstatshærens positioner ved New Market Heights og Fussell's Mill blev opgivet, da sydstatshæren forstærkede sine linjer kraftigt og udførte et modangreb. I løbet af natten til den 29. juli krydsede unionstropperne igen floden, men efterlod en garnison til at holde brohovedet ved Deep Bottom.
Slaget ved Krateret (30. juli)
I et forsøg på at afslutte belejringen havde tidligere kulminearbejdere fra 48th Pennsylvania infantry under kommando af oberstløjtnant Henry Pleasants, i Burnside's IX Korps, udgravet en 156 m lang tunnel under Sydstaternes linjer ved Elliot's Salient og placeret 8.000 pund sprængstof lige under sydstatstropperne. Den 30. juli detonerede de sprængstoffet, og der blev efterladt et krater, som var 41 m i diameter og stadig ses tydeligt. Ca. 280-350 sydstatssoldater blev øjeblikkeligt dræbt ved eksplosionen. Unionens plan gik ud på at udnytte eksplosionen ved at sætte veltrænede sorte tropper fra Ferreros division ind i hullet og storme kritiske områder bag sydstaternes linjer. Planen blev ændret i sidste øjeblik på grund af politiske bekymringer over, hvilken effekt det ville have at bruge sorte tropper mod sydstatshæren og på offentligheden i almindelighed. I stedet blev den uprøvede division under James Ledlie indsat i stedet med et katastrofalt resultat. Tropperne stødte ind i selve krateret i stedet for at søge rundt langs kanten og blev slagtet af sydstatstropper, som skød ned på dem ovenfra. William Mahones division på sydstatshærens højre flanke kom sig hurtigt over chokket og igangsatte et kraftigt modangreb. Over 5.300 unionstropper var døde eller sårede efter dette slag, som ikke nåede nogle af sine mål.
Andet slag ved Deep Bottom (13. august – 20. august)
I løbet af natten mellem 13. august og 14. august krydsede Unionens II og X korps foruden Greggs kavaleridivision, alle under kommando af Winfield S. Hancock, James River ved Deep Bottom for at true Richmond. Samtidig gennemførtes en manøvre mod Weldon Railroad ved Petersburg. Den 14. august rykkede X Korps ind på New Market Hights, mens II korps forlængede Unionens linje mod højre langs Bailey's Creek. I løbet af natten blev X Korps flyttet til den yderste højre fløj af Unionens linje ved Fussell's Mill. Den 16 august angreb Unionen ved Fussell's Mill, og angrebene var i starten en succes, men modangreb drev Unionen væk fra en række erobrede stillinger. Resten af dagen var der heftige kampe. Efter fortsatte forpostfægtninger vendte unionshæren tilbage til sydsiden af James River den 20. august, men bibeholdt sit brohoved ved Deep Bottom.
Slaget ved Globe Tavern (18. august – 21. august)
Mens Hancocks styrker var på færde nord for James River ved Deep Bottom, blev Unionens V Korps og dele af IX og II korps under kommando af Governor K. Warren trukket tilbage fra skyttegravene omkring Petersburg for at blive indsat mod Weldon Jernbanen. Ved daggry den 18. august rykkede Warren frem og drev Sydstaternes forposter tilbage, indtil de nåede jernbanen ved Globe Tavern. Om eftermiddagen gennemførte generalmajor Henry Heths sydstatsdivision et modangreb, som drev Ayres' division tilbage mod Globe Tavern. Begge sider gravede skyttegrave i løbet af natten. Den 19. august angreb sydstaternes William Mahone, hvis division i en fart var blevet trukket tilbage fra nord for James River, med fem infanteribrigader og oprullede højre flanke af Crawfords division. Efter at være blevet kraftigt forstærket gennemførte Warren et modangreb, og da natten faldt på, havde han generobret det meste af det, som var gået tabt i løbet af eftermiddagens kampe. Den 20. august etablerede unionshæren en lang forsvarslinje fra Blick House og Globe Tavern østpå, til den nåede hovedlinjen ved Jerusalem Plank Road. Den 21. august afprøvede Hill den nye unionslinje for svage steder, men kunne ikke gennembryde Unionens forsvarsværker. Med kampene omkring Globe Tavern lykkedes det Grant at forlænge sin belejringslinje mod vest og afskære Petersburgs primære jernbaneforbindelse til Wilmington, North Carolina. Sydstaterne var nu tvunget til at tømme jernbanevognene ved Stony Creek Station og køre 50 km i hestevogne op ad Boydton Plank Road for at nå Petersburg.
Andet slag ved Ream's Station (25. august)
Den 24. august rykkede Unionens II Korps sydpå langs Weldon jernbanen og fjernede sporene
under afskærmning fra Greggs kavaleridivision. Den 25. august angreb og overløb Heth den svage unionsstilling ved Ream's Station og erobrede 9 kanoner 12 faner og en mængde fanger. Det gamle II Korps var rystet. Hancock trak sig tilbage til Unionens hovedlinje nær Jerusalem Plank Road og sukkede over den faldende kampeffektivitet blandt hans tropper.
Slaget ved Chaffin's Farm eller New Market Heights (29. september – 30. september)
I løbet af natten mellem den 28. september og 29. september, overskred Butler's Army of the James James River for at angribe Richmonds forsvarsværker nord for floden. Kolonnerne angreb ved daggry. Efter indledende successer for Unionen ved New Market Hights og Fort Harrison fik Sydstaterne samling på tropperne og fik inddæmmet gennembruddet. Lee forstærkede sine linjer nord for floden James, og den 30. september gennemførte han et resultatløst modangreb. Unionshæren gravede sig ned, og sydstatshæren opførte en ny linje forsvarsværker, som afskar de erobrede forter. Som Grant havde forudset, flyttede Lee tropper for at møde truslen mod Richmond og svækkede sine linjer ved Petersburg.
Slaget ved Peebles' Farm (30. september – 2. oktober)
I sammenhæng med Butlers offensiv nord for James River forlængede Grant sin venstre flanke for at afskære konføderationens kommunikationslinjer sydvest for Petersburg. To divisioner fra IX Korps under generalmajor John G. Parke, to divisioner fra V Korps under Warren samt Greggs kavaleridivision blev tildelt opgaven. Den 30. september marcherede unionshæren via Poplar Spring Church til Squirrel Level og Vaughan Roads. Det indledende unionsangreb overløb Fort Archer og udflankerede sydstatshæren fra deres linje langs Squirrel Level Road line. Sent på eftermiddagen ankom der sydstatsforstærkninger, hvilket sænkede tempoet i Unionens fremmarch. Den 1. oktober slog unionshæren modangreb fra Sydstaterne under A.P. Hill tilbage.
Forstærket med generalmajor Gershom Motts division fortsatte unionshæren sin fremrykning den 2. oktober og erobrede Fort MacRae (som havde et svagt forsvar) og forlængede sin venstre flanke til i nærheden af Peebles' og Pegram's Farme.
Slaget ved Darbytown og New Market Roads (7. oktober)
Som svar på tabet af Fort Harrison og den stigende Unionstrussel mod Richmond iværksatte Lee en offensiv mod Unionens yderste højrefløj den 7. oktober. Efter at have slået Unionens kavaleri på flugt fra deres positioner, som dækkede Darbytown Road, angreb Fields og Hokes divisioner Unionens hovedforsvarslinie langs New Market Road, men blev slået tilbage. Unionshæren stod fast, og Lee trak sig tilbage til Richmonds forsvarsværker.
Slaget ved Darbytown Road (13. oktober)
Den 13. oktober rykkede unionsstyrker frem for at finde og afprøve den nye konfødererede linje foran Richmond. I hovedsagen blev det en kamp mellem forposter, men en unionsbrigade angreb befæstninger nord for Darbytown Road og blev slået tilbage med store tab. Unionshæren trak sig tilbage til sine linjer langs New Market Road.
Slaget ved Oaks og Darbytown Road (27. oktober – 28. oktober)
I sammenhæng med bevægelser mod Boydton Plank Road ved Petersburg angreb Benjamin Butler befæstningerne ved Richmond langs Darbytown Road med X Korps. XVIII Korps marcherede nordpå til Fair Oaks, hvor det blev slået tilbage af Field's sydstatsdivision. Sydstatsstyrker gennemførte et modangreb og tog 600 fanger. Forsvaret ved Richmond forblev intakt. Af Grants offensiver nord for James River var dette den, som lettest blev slået tilbage.
Slaget ved Boydton Plank Road (27. oktober – 28. oktober)
Under ledelse af Hancock trak 30.000 tropper fra de tre Unionskorps (II, V og IX) samt Greggs kavaleridivision sig tilbage fra linjen ved Petersburg og marcherede vestpå for at operere mod Boydton Plank Road og South Side Railroad. Det indledende Unionsfremstød den 27. oktober gav dem Boydton Plank Road, et væsentligt mål for kampagnen; men om eftermiddagen isolerede et modangreb ved Burgess' Mill med Henry Heth division i spidsen det II Korps og tvang det til retræte. Sydstaterne fastholdt kontrollen over Boydton Plank Road i resten af vinteren. Det var Hancocks sidste slag, idet han trak sig tilbage fra fronttjeneste på grund af de skader, han havde fået i Slaget ved Gettysburg.

## Slag i 1865
Slaget ved Hatcher's Run (5. februar – 7. februar 1865)
Den 5. februar 1865 red Greggs kavaleridivision ud til Boydton Plank Road via Ream's Station og Dinwiddie Court House i et forsøg på at opsnappe forsyningstog fra sydstaterne. Warrens V Korps krydsede Hatcher's Run og indtog en blokerende position på Vaughan Road for at forhindre indgriben i Greggs operationer. To divisioner fra II Korps under generalmajor Andrew A. Humphreys rykkede mod vest til nær Armstrong's Mill for at dække Warrens højre flanke. Sent på dagen forsøgte John B. Gordon at vende Humphreys højre flanke nær møllen, men blev slået tilbage. I løbet af natten blev unionshæren forstærket med to divisioner. Den 6. februar, vendte Gregg tilbage til Gravelly Run på Vaughan Road fra sit forgæves raid og blev angrebet af elementer af brigadegeneral John Pegram's sydstatsdivision. Warren sendte en rekognosceringsstyrke frem i nærheden af Dabney's Mill og blev angrebet af Pegram og Mahones divisioner. Pegram blev dræbt i træfningen. Selv om Unionens fremstød blev stoppet, udvidede unionshæren sine stillinger til Vaughan Road krydset ved Hatcher's Run.
Slaget ved Fort Stedman (25. marts)
Som belejringen fortsatte, forsøgte Grant at bryde eller omringe Sydstaternes styrker gennem en række angreb, som forløb fra øst til vest, og begge hæres linjer blev strakt, indtil de omringede byen. I marts 1865 havde belejringen kostet begge hære dyrt, og Lee besluttede at trække sig ud af Petersburg. Han samlede næsten halvdelen af sin hær i et forsøg på at bryde gennem Grants forsvarsring om Petersburg og true hans forsyningsdepot ved City Point. Anført af Gordon overvældede angrebet før daggry den 25. marts garnisonerne på fort Stedman og batterierne X, XI og XII. Sydstatshæren blev bragt under en morderisk krydsild og modangreb anført af generalmajorerne Parke og John F. Hartranft inddæmmede udbruddet, og mere end 1.900 af angriberne blev afskåret og taget til fange. I løbet af dagen angreb og tog elementer af II og VI Korps den forskansede forpostlinje foran deres respektive fronter, som var blevet svækket til angrebet på Fort Stedman.

## Efterspil
Tabene ved Fort Stedman var et ødelæggende slag for Lees hær og gjorde scenen klar til Sydstaternes nederlag i Slaget ved Five Forks den 1. april og Petersburgs fald den 2. og 3. april.
Efter sejren ved Five Forks beordrede Grant et generalangreb langs hele linjen. Wrights VI korps gjorde et afgørende gennembrud langs Boydton Plank Road linjen. Gibbons XXIV Korps overløb Fort Gregg efter et heroisk forsvar. Parkes IX Korps overløb de østlige skyttegrave, men blev mødt af stærk modstand. I de følgende dage trak Lee sine styrker ud af Petersburg og Richmond og drog vestpå i et forsøg på at slutte sig sammen med styrkerne under general Joseph E. Johnston i North Carolina. Den heraf følgende Appomattox kampagne førte til Lees overgivelse den 9. april ved Appomattox Court House.
Richmond-Petersburg var en dyr kampagne for begge sider. Det indledende angreb på Petersburg i juni 1864 kostede Unionen et tab på 11.386 mod ca. 4.000 til den forsvarende sydstatshær. Tabene under belejringen, som afsluttedes med angrebet på Fort Stedman, er beregnet til 42.000 til Unionen og 28.000 til Konføderationen.